# Halve Maen (Efteling)
De Halve Maen is een schommelschip in het Nederlandse attractiepark de Efteling. De attractie ligt in Ruigrijk en is in 1982 geopend.
De Halve Maen is gebaseerd op het VOC-schip de Halve Maen, gesitueerd tegen de achtergrond van een haventje in de stijl van Anton Pieck, geïllustreerd door Ton van de Ven.
De Halve Maen is de tweede 'heftige' attractie die de Efteling bouwde, na de komst van de in 1981 geopende Python, toentertijd de grootste achtbaan van Europa. Met deze attracties heeft de Efteling haar tot dan toe nostalgische, sprookjesachtige koers bijgesteld. Hiermee is het park zich mede gaan richten op de oudere jeugd en volwassenen.
De Halve Maen is 20,5 meter hoog, heeft een uitzwaai van 24 meter en bereikt een snelheid van 54 kilometer per uur. In totaal kunnen 84 mensen plaatsnemen in de schommel. Hiermee was het de grootste schipschommel ter wereld op het moment van openen. In die hoedanigheid heeft het ook een plaats verworven in het Guinness Book of Records. Het nieuwste record staat sinds 30-03-1985 op naam van Jumbo Viking in Nagashima Spa Land.

## Kosten
De bouw kostte destijds twee miljoen gulden.

## Trivia
- Door een probleem stond de attractie stil van november 2021 tot en met begin februari 2022.